# Louis Forton
Pour les articles homonymes, voir Forton.
Louis Forton, né le 14 mars 1879 à Sées (Orne) et mort le 15 février 1934 à Saint-Germain-en-Laye, est un scénariste et dessinateur de bandes dessinées français.
Louis Forton est l’un des pionniers de la bande dessinée française. Il est notamment l’auteur des célèbres séries satiriques et humoristiques : Les Pieds nickelés, créée en 1908, et Bibi Fricotin, en 1928, reprise à sa mort par Gaston Callaud.

## Biographie
Louis Alphonse Forton naît à Sées dans le département de l'Orne le 14 mars 1879. Avant d'être dessinateur, Louis Forton est garçon d'écurie puis palefrenier et enfin jockey,. Après sa rencontre en 1904 avec un des frères Offenstadt, qui commencent à publier des magazines illustrés pour la jeunesse, il est engagé comme dessinateur pour l'hebdomadaire L'Illustré. Il commence ainsi sa carrière artistique avec la publication de L’Histoire du Sire de Ciremolle. Peu après la disparition de cette revue, il collabore régulièrement au Petit Illustré amusant, à des revues militaires comme La Vie en culotte rouge, La Vie de Garnison ainsi qu’à Polichinelle et au Petit Illustré Amusant. 
Pour le lancement de L’American illustré, en 1907, il dessine de nombreuses histoires telles qu’Isidore Mac Aron, Anatole Fricotard et Séraphin Laricot, sous des pseudonymes anglophones tels que « Tom Hatt », « Tommy Jackson » ou « W. Paddock ». En 1908, il devient le principal dessinateur de l'Épatant pour lequel il crée les Pieds nickelés dans le neuvième numéro daté du 4 juin 1908. Il dessinera pour cette série 1948 planches. Parallèlement, il continue à dessiner pour des revues comme La Vie de Garnison, ainsi que mon Copain du Dimanche (1911) et le Pêle-Mêle (1924). En 1924, il arrête Les Pieds Nickelés afin de créer Bibi Fricotin dans le Petit Illustré. En 1925, il crée Les Aventures de Ploum pour l'Épatant.  En 1927, il reprend les aventures des Pieds Nickelés qu'il poursuit jusqu'à sa mort le 15 février 1934 à Saint-Germain-en-Laye des suites d'une opération chirurgicale.
Son fils tenait le bar des Mûriers (« Aux Pieds Nickelés »), avenue Gambetta, à Paris, et son petit-fils Gérald Forton est devenu dessinateur comme lui.

## Publications
- Louis Forton, La vocation de Bibi Fricotin, t. 1, 1928.
- Louis Forton, Bibi Fricotin fait des farces, t. 2, 1928.
- Louis Forton, Bibi Fricotin fait le tour du monde, t. 3, 1930.
- Louis Forton, Bibi Fricotin boit l'obstacle, t. 4, 1931.
- Louis Forton, Bibi triomphe, t. 5, 1933.
- Louis Forton, Bibi Fricotin détective, t. 6, 1934.
- Louis Forton, Bibi Fricotin roi des débrouillards, t. 7, 1935.
- Louis Forton, La Bande des Pieds Nickelés.
- Louis Forton, Les Pieds Nickelés arrivent.
- Louis Forton, Les Pieds Nickelés au Far West.
- Louis Forton, Les Pieds Nickelés au Mexique.
- Louis Forton, Les Pieds Nickelés en Amérique.
- Louis Forton, Les Pieds Nickelés ministres.
- Louis Forton, Les Pieds Nickelés s'en vont en guerre.
- Louis Forton, Les Pieds Nickelés voyagent.
- Louis Forton, Les nouvelles aventures des Pieds Nickelés. La Vie est belle, Paris, Société parisienne d'édition, 1937, 35 p. (lire en ligne).
- Louis Forton, Les Pieds Nickelés ont le filon, Paris, Société parisienne d'édition, 1935, 35 p. (lire en ligne).